# Symfonie nr. 8 (Gade)
Niels Gade voltooide zijn Symfonie nr. 8 in het voorjaar van 1870. Het zou zijn laatste symfonie worden, alhoewel hij nog wel bleef componeren. Gade was van mening dat er maar één Negende Symfonie was, die van Ludwig van Beethoven.
De meningen over deze romantische symfonie zijn verdeeld; de ene vond/vindt het behoudende muziek van Denemarken rond die tijd. Anderen vonden en vinden het een opgetogen werk voor een 52-jarige. De symfonie verschilt daarin nauwelijks met Gades eerste symfonie. Gade buigt een b-mineur-symfonie naar een b-majeur eind.
Het werk kent vier delen:
1. Allegro molto e con fuoco
2. Allegro moderato
3. Andantino
4. Finale: Allegro non troppo e marcato

Voor deel 3 had Gade eerst andere muziek geschreven, maar legde zijn Allegretto, un poco lento terzijde.
Gade dirigeerde het werk voor het eerst zelf; hij gaf op 7 december 1870 leiding aan een Zweeds orkest in de Zweedse Academie voor Muziek. Van de symfonie bestaat een versie voor piano vierhandig

## Discografie
- Uitgave Chandos: Christopher Hogwood met het Deens Radio Symfonieorkest
- Uitgave Naxos: Michel Schønwandt met het Copenhagen Collegium Musicum
- Uitgave BIS Records: Neeme Järvi met het Stockholm Sinfonietta